# Дорадус (микрорегион)

Дорадус на карте.

Дорадус (порт. Microrregião de Dourados) — микрорегион в Бразилии, входит в штат Мату-Гросу-ду-Сул. Составная часть мезорегиона Юго-запад штата Мату-Гроссу-ду-Сул. Население составляет 500 919 человек (на 2010 год). Площадь — 37 361,866 км². Плотность населения — 13,41	чел./км².

## Демография
Согласно сведениям, собранным в ходе переписи 2010 г. Национальным институтом географии и статистики (IBGE), население микрорегиона составляет:						
| Полное население                             | Полное население                             | Полное население                             | Полное население                             | 500 919 |
| -------------------------------------------- | -------------------------------------------- | -------------------------------------------- | -------------------------------------------- | ------- |
| в том числе:                                 | Городское население                          | 409 456                                      | Процент городского населения, %              | 81,74   |
|                                              | Сельское население                           | 91 463                                       | Процент сельского населения, %               | 18,26   |
|                                              | Мужское население                            | 249 765                                      | Процент мужского населения, %                | 49,86   |
|                                              | Женское население                            | 251 154                                      | Процент женского населения, %                | 50,14   |
| Плотность населения, чел/км²                 | Плотность населения, чел/км²                 | Плотность населения, чел/км²                 | Плотность населения, чел/км²                 | 13,41   |
| Население микрорегиона в % к населению штата | Население микрорегиона в % к населению штата | Население микрорегиона в % к населению штата | Население микрорегиона в % к населению штата | 20,45   |

## Статистика
- Валовой внутренний продукт на 2003 год составил 3 938 230 507,00 реалов (данные: Бразильский институт географии и статистики).
- Валовой внутренний продукт на душу населения на 2003 год составил 9216,33 реалов (данные: Бразильский институт географии и статистики).
- Индекс развития человеческого потенциала на 2000 год составил 0,767 (данные: Программа развития ООН).

## Состав микрорегиона
В составе микрорегиона включены следующие муниципалитеты:
1. Амамбаи
2. Антониу-Жуан
3. Арал-Морейра
4. Каарапо
5. Дорадина
6. Дорадус
7. Фатима-ду-Сул
8. Итапоран
9. Жути
10. Лагуна-Карапан
11. Маракажу
12. Нова-Алворада-ду-Сул
13. Понта-Поран
14. Риу-Брильянти
15. Висентина